# 인도보리수
인도보리수(印度菩提樹, Ficus religiosa)는 뽕나무과의 낙엽 교목이다. 인도·네팔·중국 남서부·인도차이나 반도가 원산이다. 키는 30 m까지 자란다.
석가모니의 보리수와 스리 마하 보리는 가장 잘 알려진 인도보리수 개체들이다. 스리 마하 보리는 기원전 288년에 심은 것으로 알려져 있어 밝혀진 것 가운데 가장 오래된 속씨식물이다.
힌두교·자이나교·불교에서는 석가모니가 인도보리수 밑에서 보리(菩提), 곧 깨달음을 얻었다고 해서 인도보리수를 신성하게 여긴다.

## 설명
인도보리수는 키가 최대 30미터(98피트)이고 줄기 직경이 최대 3미터(9.8피트)인 큰 건기 낙엽수 또는 반상록수이다. 잎은 모양이 심장 모양이며 독특한 확장형 드립 팁이 있다. 길이는 10~17cm(3.9~6.7인치), 너비는 8~12cm(3.1~4.7인치)이며, 잎자루는 6~10cm(2.4~3.9인치)이다. 열매는 직경 1~1.5cm(0.39~0.59인치)의 작은 무화과이며 녹색에서 보라색으로 익는다.
인도보리수의 수명은 900~1,500년이다. 스리랑카 아누라다푸라(Anuradhapura)시에 있는 자야 스리 마하 보디(Jaya Sri Maha Bodhi) 나무는 수령이 2,250년 이상인 것으로 추정된다.

## 배포
인도보리수는 방글라데시, 부탄, 네팔, 파키스탄, 인도(아삼 지역, 동부 히말라야 및 니코바르 제도를 포함함)와 인도차이나 일부(안다만 제도, 태국, 미얀마 및 말레이시아 반도) 등 대부분의 인도 아대륙이 원산지이다. 다른 곳, 특히 나머지 열대 아시아 지역뿐만 아니라 이란, 플로리다, 베네수엘라에도 널리 도입되었다.

## 생태학
인도보리수는 10미터(33피트)에서 최대 1,520미터(4,990피트) 범위의 고도에서 적합하게 자란다. 다양한 열대에 걸쳐 널리 퍼져 있는 기후 조건으로 인해 위도 30°N에서 5°S까지 자랄 수 있다. 0~35 °C(32~95 °F) 사이의 공기 온도를 견딜 수 있으며, 이 상한선을 초과하면 성장이 감소한다. 다양한 토양에서 자라지만 배수가 잘 되는 깊은 충적토가 필요한 곳이 좋다. 바위 틈새 등 얕은 토양에서도 발견된다.

## 사진

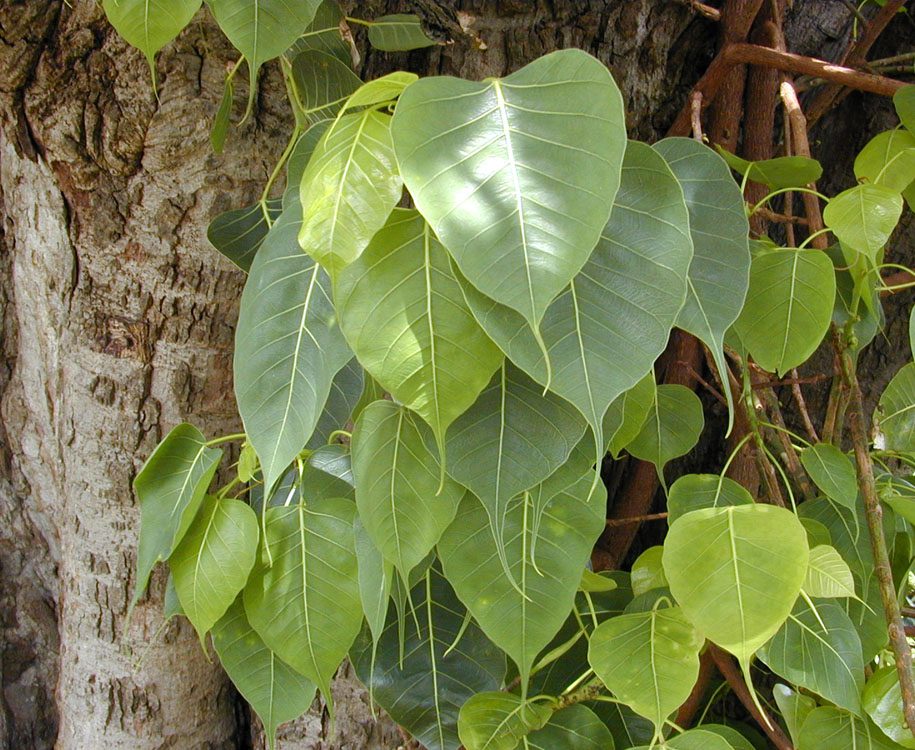
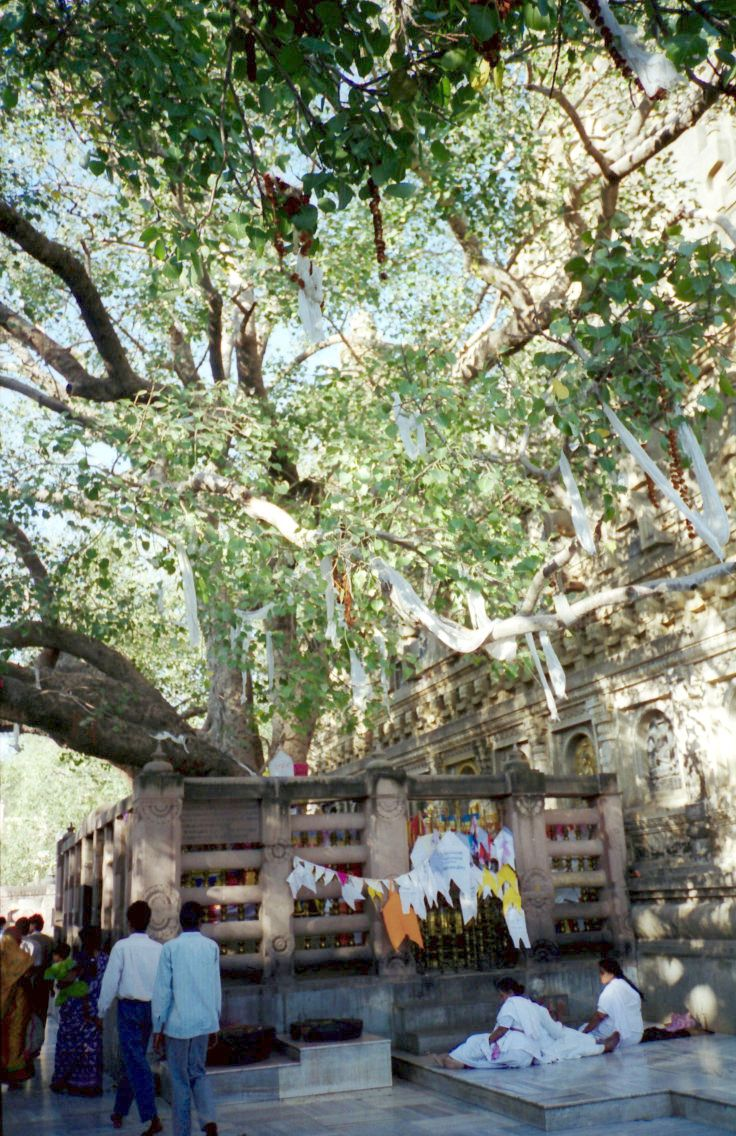
인도 마하보디 사원에 있는 인도보리수.

## 같이 보기
- 석가모니
- 보리수나무